# 2018년 지중해 게임
2018년 지중해 게임(스페인어: Juegos Mediterráneos de 2018)은 제18회 지중해 게임으로 2018년 6월 22일부터 7월 1일까지 스페인 타라고나에서 열렸다. 26개국 3648명의 선수가 참가했으며 28개 종목이 진행되었다. 
이탈리아가 개최국 스페인을 누르고 가장 많은 금메달과 메달을 획득하면서 종합 메달 순위 1위에 올랐다.

## 종목
- 가라테
- 골프
- 농구
- 레슬링
- 론볼
- 배구
  -  배구
  -  비치발리볼
- 배드민턴
- 복싱
- 사격
- 사이클
- 승마
- 수상
  -  수영
  -  수구
  -  장애인 수영
- 수상스키
- 양궁
- 역도
- 요트
- 유도
- 육상
  -  육상
  -  장애인 육상
- 조정
- 카누
- 체조
  -  기계 체조
  -  리듬 체조
- 축구
- 탁구
- 태권도
- 테니스
- 트라이애슬론
- 펜싱
- 핸드볼

## 참가국
제18회 지중해 게임에는 총 24개 국가가 참가했다.
- 그리스 (299)
- 레바논 (21)
- 리비아 (30)
- 마케도니아 공화국 (72)
- 모나코 (22)
- 모로코 (114)
- 몬테네그로 (57)
- 몰타 (11)
- 보스니아 헤르체고비나 (70)
- 산마리노 (16)
- 세르비아 (140)
- 스페인 (396) (개최국)
- 슬로베니아 (174)
- 시리아 (33)
- 안도라 (34)
- 알바니아 (59)
- 알제리 (233)
- 이탈리아 (419)
- 이집트 (177)
- 코소보 (40)
- 크로아티아 (99)
- 키프로스 (123)
- 튀니지 (132)
- 튀르키예 (349)
- 포르투갈 (233)
- 프랑스 (310)

## 메달 집계
개최국
| 순위 | 국가                  | 금메달 | 은메달 | 동메달 | 합계 |
| ---- | --------------------- | ------ | ------ | ------ | ---- |
| 1    | 이탈리아              | 56     | 56     | 44     | 186  |
| 2    | 스페인                | 38     | 40     | 44     | 122  |
| 3    | 튀르키예              | 31     | 25     | 29     | 95   |
| 4    | 프랑스                | 28     | 31     | 40     | 99   |
| 5    | 이집트                | 18     | 11     | 16     | 45   |
| 6    | 그리스                | 12     | 14     | 22     | 48   |
| 7    | 세르비아              | 12     | 11     | 9      | 32   |
| 8    | 모로코                | 10     | 7      | 7      | 24   |
| 9    | 크로아티아            | 9      | 5      | 3      | 17   |
| 10   | 튀니지                | 6      | 13     | 13     | 32   |
| 11   | 슬로베니아            | 4      | 9      | 23     | 36   |
| 12   | 키프로스              | 4      | 2      | 2      | 8    |
| 13   | 포르투갈              | 3      | 8      | 13     | 24   |
| 14   | 코소보                | 3      | 1      | 0      | 4    |
| 15   | 알제리                | 2      | 4      | 7      | 13   |
| 16   | 시리아                | 2      | 2      | 3      | 7    |
| 17   | 마케도니아 공화국     | 2      | 1      | 3      | 6    |
| 18   | 산마리노              | 2      | 0      | 0      | 2    |
| 19   | 보스니아 헤르체고비나 | 1      | 1      | 3      | 5    |
| 20   | 알바니아              | 1      | 1      | 0      | 2    |
| 21   | 모나코                | 0      | 2      | 0      | 2    |
| 22   | 몬테네그로            | 0      | 1      | 2      | 3    |
| 23   | 레바논                | 0      | 1      | 0      | 1    |
| 24   | 몰타                  | 0      | 0      | 1      | 1    |
| 합계 | 합계                  | 244    | 246    | 294    | 784  |